# Worpheim
Worpheim ist ein Ortsteil der Gemeinde Worpswede im Landkreis Osterholz in Niedersachsen.

## Geschichte
Worpheim wurde im Rahmen der Moorkolonisierung des Teufelsmoores im Jahr 1772 gegründet. Im Jahr 1789 wird angegeben, dass der Ort über sieben Häuser verfüge, in denen 42 Einwohner, darunter 27 Kinder, lebten. Bei der Volkszählung im Jahr 1871 wurden in 14 Wohngebäuden 89 Einwohner gezählt. Im Jahr 1910 hatte der Ort 145 Einwohner.

## Gebäude
- Wohn- und Wirtschaftsgebäude Worpheimer Straße 19 von um 1850 in Fachwerk
- Hofanlage Worpheimer Straße 15 von 1851 in Fachwerk